# Ivana (Natura-2000-Gebiet)
Das FFH-Gebiet und europäische Vogelschutzgebiet Ivana liegt südöstlich der Ortschaft Bograngen im Norden von Värmlands län im westlichen Schweden. Es umfasst ein mit Fichten und Birken bewaldetes Hochplateau. Es kommen auch intakte Moorlebensräume im Gebiet vor. Im Wald gibt es ein Vorkommen der Flechte Usnea longissima.

## Schutzzweck

### Lebensraumtypen
Folgende Lebensraumtypen nach Anhang I der FFH-Richtlinie sind für das Gebiet gemeldet:
| EU Code | * | Lebensraumtyp (offizielle Bezeichnung) | Fläche [ha] |
| ------- | - | -------------------------------------- | ----------- |
| 7140    |   | Übergangs- und Schwingrasenmoore       | 6           |
| 9010    |   | Westliche Taiga                        | 70,9        |

### Arteninventar
Folgende Arten von gemeinschaftlichem Interesse kommen im Gebiet vor:
| Bild | EU Code | * | Art           | wissenschaftlicher Name | Artengruppe |
| ---- | ------- | - | ------------- | ----------------------- | ----------- |
|      | 1981    |   | Hundszahnmoos | Cynodontium suecicum    | Moose       |

Folgende Vogelarten sind für das Gebiet gemeldet; Arten, die im Anhang I der Vogelschutzrichtlinie geführt sind, sind mit * gekennzeichnet:
| Bild            | * | EU Code | Art             | wissenschaftlicher Name |
| --------------- | - | ------- | --------------- | ----------------------- |
| Haselhuhn       | * | A104    | Haselhuhn       | Bonasa bonasia          |
| Dreizehenspecht | * | A241    | Dreizehenspecht | Picoides tridactylus    |
| Birkhuhn        | * | A409    | Birkhuhn        | Tetrao tetrix tetrix    |
| Auerhuhn        | * | A108    | Auerhuhn        | Tetrao urogallus        |